# Whatever Your Heart Desires
"Whatever Your Heart Desires" (español: Lo que su corazón desee) es la séptima canción del álbum Another Place and Time de la cantante Donna Summer, lanzado en 1989. Fue escrita por la misma Summer con el trío británico Stock, Aitken & Waterman, quienes produjeron el resto de las canciones del álbum.

## Composición
Es una canción eurodance de medio tiempo con elementos del Hi-NRG. Junto con "When Love Takes Over You", son las canciones de estilo dance más lentas del álbum en comparación con las otras.
En Europa, fue lanzada como lado B del hit "This Time I Know It's for Real" bajo el sello Warner Bros.

## Producción

### Personal
- Donna Summer - voz principal, composición
- Dee Lewis, Mae McKenna, Mike Stock - coros
- Matt Aitken - guitarra
- George De Angelis, Matt Aitken, Mike Stock - teclados
- Mike Stock, Matt Aitken, Pete Waterman - composición

### Equipo técnico
- Stock, Aitken & Waterman - producción, arreglos
- Karen Hewitt, Olugbo Boyowa - ingenieros
- Dennis King - masterización

## Otros trabajos
Tras el éxito europeo del álbum, Summer volvió a grabar con los mismos productores un segundo álbum que no vio la luz debido a discrepancias con la discográfica. Canciones como "If I Have to Stand Alone", "Beyond Your Wildest Dreams", "Happenin' All Over Again" y "That's No Reason" fueron posteriormente grabadas por la cantante Lonnie Gordon.
Pasarían otros tres años antes que se volviera a publicar otro material nuevo de la cantante.
- Datos: Q6167093